# Lac Landron
Pour les articles homonymes, voir Landron.
Le lac Landron est un plan d'eau douce du territoire non organisé de Lac-Lenôtre, dans la municipalité régionale de comté (MRC) de La Vallée-de-la-Gatineau, dans la région administrative de l'Outaouais, au Québec, au Canada.
Le lac Landron constitue le plan d’eau principal que traverse vers le Nord le chenal du Sud (rivière des Outaouais). Ce lac est situé entièrement en zone forestière dans la partie Sud-Ouest de la zec Capitachouane, soit à l'Est de la réserve faunique La Vérendrye. La rive Nord du lac Landron constitue la limite Sud de Senneterre (ville), ainsi que la limite Sud de la région administrative Abitibi-Témiscamingue. La surface du lac est généralement gelée du début décembre à la mi-avril.
La foresterie constitue la principale activité économique de ce secteur ; les activités récréotouristiques sont en second. Une route forestière fait le tour du lac Landron.

## Géographie
L'embouchure du lac Landron (côté Nord du lac) se situe à :
- 2,8 km au Sud de la confluence du chenal du Sud (rivière des Outaouais) ;
- 22,9 km à l’Ouest du lac O'Sullivan ;
- 18,5 km au Nord du réservoir Cabonga ;
- 37,1 km au Nord du réservoir Dozois ;
- 68,7 km au Sud du chemin de fer du Canadien National[1].

Le lac Landron est alimenté par :
- côté nord :
- côté est : chenal du Sud (rivière des Outaouais) ;
- côté sud : ruisseau Spruce, ruisseau May ;
- côté Ouest : décharge de deux lacs non identifiés.

Le courant du chenal du Sud (rivière des Outaouais) traverse le lac Landron vers l'Ouest sur 3,6 km jusqu'à l'embouchure du lac ; puis le courant coule sur 2,8 km vers le Nord jusqu’à rejoindre la rive Sud de la rivière des Outaouais. Ce chenal du Sud reçoit à 4,4 km en amont du lac Landron les eaux de la rivière Doré (rivière des Outaouais).
Les principaux bassins versants autour du lac Landron sont :
- côté Nord : rivière des Outaouais, chenal du Sud (rivière des Outaouais), rivière Festubert ;
- côté Est : rivière Doré (rivière des Outaouais), rivière Doré Ouest (rivière Doré) ;
- côté Sud : ruisseau May, ruisseau Spruce, réservoir Cabonga ;
- côté Ouest : lac Bouchette (rivière des Outaouais), rivière Doré (rivière des Outaouais), rivière des Outaouais.

## Toponymie
Le toponyme « lac Landron » évoque l’œuvre de vie de Pierre Landron lequel a tenté d’établir une briquerie en 1688 à la rivière Saint-Charles. Cette appellation figure sur une liste datée du 4 avril 1935. Le patronyme Landron existe au Canada depuis le début du XVIe siècle. Le « 11 octobre 1705 - Ordonnance entre Joseph Riverin et la veuve Landron, au sujet d'un compte de 1,959 livres, 6 sols et 6 deniers ».
Le toponyme "lac Landron" a été officialisé le 5 décembre 1968 à la "Banque des noms de lieux" de la Commission de toponymie du Québec.